# Лудвиг Ернст фон Льовенщайн-Вертхайм-Вирнебург
Лудвиг Ернст фон Льовенщайн-Вертхайм-Вирнебург (на немски: Ludwig Ernst von Löwenstein-Wertheim-Virneburg; * 21 март 1627, Вертхайм; † 19 септември 1681, Вертхайм) от фамилията Вителсбахи, е граф на Льовенщайн-Вертхайм-Вирнебург.

## Живот
Той е най-големият син на граф Фридрих Лудвиг фон Льовенщайн-Вертхайм-Вирнебург (1598 – 1657) и първата му съпруга графиня Анна Хедвиг цу Щолберг-Ортенберг (1599 – 1634), дъщеря на граф Лудвиг Георг фон Щолберг-Ортенберг (1562 – 1618) и втората му съпруга вилд и Рейнграфиня Анна Мария фон Салм-Кирбург-Мьорхинген (1576 – ок. 1620).
Линията Льовенщайн-Вертхайм е създадена от пфалцграф и курфюрст Фридрих I фон Пфалц († 1476), който дава графството Льовенщайн на морганатичния си син Лудвиг I (1463 – 1523) и той основава княжеската фамилия Льовенщайн-Вертхайм, която още съществува.
Лудвиг Ернст фон Льовенщайн-Вертхайм-Вирнебург умира на 19 септември 1681 г. във Вертхайм на 54 години.

## Фамилия
Лудвиг Ернст се жени на 10 юни 1661 г. в Хомбург, Саарланд, за графиня Катарина Елизабет фон Сайн-Витгенщайн-Хомбург (* 23 юни 1639; † 13 декември 1671), дъщеря на Ернст фон Сайн-Витгенщайн-Хомбург (1599 – 1649) и първата му съпруга Елизабет фон Сайн-Витгенщайн (1609 – 1641). Те имат девет деца:
- Христина Елизабет Агата (* 5 април 1662; † 19 октомври 1665)
- Ернестина София (* 8 май 1663; † 16 март 1742)
- Катарина Шарлота (* 6 юни 1664; † 18 март 1743)
- Мария Доротея (* 27 юли 1665; † 8 септември 1733)
- Йоахим Фридрих (* 15 декември 1666; † 28 юни 1689)
- Евхариус Казимир (* 22 март 1668; † 1 януари 1698), женен на 30 април 1693 г. за Юлиана Доротея Луиза фон Лимпург-Гайлдорф (* 8 май 1677; † 4 октомври 1734), дъщеря на граф Вилхелм Хайнрих фон Лимпург-Гайлдорф (1652 – 1690) и Елизабета Доротея фон Лимпург-Гайлдорф (1656 – 1712)
- Хайнрих Мориц (* 13 юли 1669; † 12 ноември 1669)
- Амалия (* 30 октомври 1670; † 5 май 1733)
- Еврард Лудвиг (* 7 декември 1671; † 29 март 1672)